# حاميها وحراميها (مسلسل)
حاميها وحراميها، مسلسل تلفزيوني مصري عرض في رمضان 1434هـ/2013م. تأليف محسن رزق ؛ إخراج عصام شعبان أشعار خالد الشيباني ألحان وائل عقيد إنتاج شركة رمسيس الحديثة

## قصة المسلسل
تدور أحداث المسلسل حول شخصية المحامي (فطين) الذي يحاول الدافع عن الحق والعدل متمثلا في حاميها وعلى الجهة الأخرى حراميها (ميشو) القاتل الأجير الذي يقع في شر أعماله بعد مقابلته لفطين.

## بطولة
| - سامح حسين: فطين / ميشو - مي كساب: دنيا - أيمن زيدان: صفوت نصار - عايدة رياض: أم ميشو وفطين - سميرة صدقي: شهر أم قطر الندى - أحمد صيام: صول المباحث والد قطر - إنجي وجدان: قطر الندى - أيمن عزب: زياد الصاوي - عمرو عبد العزيز: فوزي التركي - مها صبري: شيري بنت صفوت نصار - محسن منصور: المعلم الطوبجي - محمد ريحان: الحاج توفيق | - جنا عمرو: نور حفيدة الحاج توفيق - عبد الله مشرف: المعلم زلعكة - علاء زينهم: القاضي - عبد الرحيم حسن: عنتر - حمدي السخاوي: عزيز الصايغ - فكري صادق: حمدي سكرتير صفوت - رشدي الشامي: فتحي أبو دنيا - مديحة البكري: أسماء زوجة صفوت - أحمد دياب: د. سعيد القط - نرمين زعزع: دانكة الأمريكية - محمد نصر: المقدم نضال حبيب - إسماعيل فرغلي: ضرغام | - حمادة بركات: الضابط صلاح - سيد الطيب: الحمار - محمد نصر الدين: الجحش - حمدي عباس: بسكلته - هيثم عبد الله - محمد دسوقي: الصحفي صبري - محمد صلاح: رشدي الطوخي - صلاح الحسيني: مدير الأمن - وائل علي: سيكا صبي القهوة - حازم فؤاد - مصطفى أبو سريع: البرازيلي | - خالد كمال: الكابو - سامح بسيوني: زكي - عصام الصايغ - ايناس منصور - محمد سعيد عبودة - وائل اللمبي - مازن الغرباوي: بندق - عيد أبو الحمد: الحاج ميمي - فاروق نجيب: نزيل دار المسنين - محمد عبد الرحمن: الشاويش - أيمن إسماعيل: فراش المحكمة |

- بالاشتراك مع: أحمد مصطفى - أحمد علي - علي جمال الدين - حسن البجيجي - كريم شيكابالا - موسى عباس - كاميليا إبراهيم - كوثر رمزي: نزيلة دار المسنين - عاطف سعيد - وليد أبو ستيت - هاني نعيم - علا عبد الباقي - عادل مأمون - هاني عبد المعتمد - محمد زلط - فاطمة كشري - فتحي الجارحي - سالي النبوي - سامر المنياوي - أمل صلاح
- الأطفال والشباب: مامادو: ميشو طفلا- يوسف وائل: فطين طفلا- رامز عاطف: فطين وميشو بعمر 16 سنة- أيمن سعيد:بندق طفلا - مصطفى زكريا - مصطفى عبد القادر - زياد فهمي: طفل - زياد: طفل - مؤمن: طفل

## أغاني المسلسل
كتب أشعار وأغنيات المسلسل الشاعر خالد الشيباني ولحنها كلا من وائل عقيد وشريف الغندور ووزعها آدم حسين
تتر البداية (حاميها وحراميها) غناء نادر أبو الليف
تتر النهاية (سؤال بيطرح نفسه) غناء نادر أبو الليف
عيلين بيحلموا غناء : مي كساب
في العش عصفورة غناء : أحمد العالم - جنى - رشدي الشامي
أنا حماتك : سامح حسين - إنجي وجدان - سميرة صدقي - عايدة رياض